# Una història negra
Una història negra (títol original en italià, Una storia nera) és una pel·lícula del 2024, escrita i dirigida per Leonardo D'Agostini i basada en la novel·la homònima d'Antonella Lattanzi. S'ha doblat i subtitulat al català.
La pel·lícula es va estrenar als cinemes italians a partir del 16 de maig de 2024.
La pel·lícula va rebre crítiques majoritàriament favorables per part dels crítics de cinema italians.